# Jacques-Yves Cousteau
Jacques-Yves Cousteau (phát âm tiếng Pháp: [ʒak iv kusto]; 11 tháng 6 năm 1910 – 25 tháng 6 năm 1997) là một nhân viên hải quân Pháp, nhà thám hiểm, nhà sinh thái học, nhà làm phim, nhà sáng tạo, nhà khoa học, nhiếp ảnh gia, tác giả và nhà nghiên cứu biển và mọi dạng sống trong nước. Ông đồng phát triển bộ đồ lặn, đi tiên phong trong thiết kế tàu ngầm bảo toàn và là một thành viên của Viện hàn lâm Pháp.
Ông thường được gọi là "thuyền trưởng Cousteau".

## Cuộc sống
Cousteau sinh tại Saint-André-de-Cubzac, Gironde, là con trai của ông bà Daniel và Élisabeth Cousteau. Ông có một người anh trai là Pierre-Antoine. Jacques là một cậu bé ốm yếu và dành nhiều thời gian trên giường, đọc sách và mơ về một cuộc sống trên biển.
Năm 1920, gia đình Jacques chuyển đến New York, và ông được khuyến khích bắt đầu đi bơi để tăng cường sức mạnh của mình. Đó là sự khởi đầu của niềm đam mê với nước của anh ấy, và càng học hỏi qua những kinh nghiệm của bản thân, anh ấy càng say mê hơn với việc “nhìn qua lỗ khóa của tự nhiên”. Tuy nhiên, sự nghiệp khám phá dưới nước của anh ấy đến một cách tình cờ.
Sau khi vào học viện hải quân của Pháp và đi du lịch vòng quanh thế giới, anh đã dính vào một vụ tai nạn xe hơi suýt chết người khiến anh bị thương nặng với hai cánh tay bị gãy. Anh bắt đầu bơi ở biển Địa Trung Hải để tăng cường cơ tay như một phần của quá trình hồi phục và tái khám phá tình yêu của mình với đại dương.
Cousteau đã phát triển một cặp thiết bị thở dưới nước cho phép anh ta ở dưới nước trong thời gian dài. Các thí nghiệm của ông đã dẫn đến sự phát triển của Aqua-Lung đầu tiên, thành công lớn về mặt thương mại.
Trong Chiến tranh thế giới thứ hai, ông làm việc cho Kháng chiến Pháp và thử nghiệm thiết bị chụp ảnh dưới nước.
Năm 1942, ông quay bộ phim dưới nước đầu tiên Sixty Feet Down. Nó dài 18 phút và lọt vào Liên hoan phim Cannes.